# Kazimierz Olearski
Kazimierz Olearski herbu Gozdawa (ur. 12 lutego 1855 w Wielkich Drogach k. Wadowic, zm. 15 lutego 1936 w Krakowie) – polski fizyk, profesor Politechniki Lwowskiej.

## Życiorys
Urodził się w rodzinie posiadacza ziemskiego Władysława Olearskiego i Melanii ze Strzyżowskich. Po ukończeniu krakowskiego gimnazjum św. Anny w 1872 rozpoczął czteroletnie studia na Wydziale Matematycznym Uniwersytetu Jagiellońskiego. Od 1878 pracował w charakterze asystenta w działającym na terenie uczelni obserwatorium astronomicznym, równocześnie kontynuował naukę w Lipsku i Berlinie. W 1880 obronił na Uniwersytecie Berlińskim pracę doktorską, w 1882 na Uniwersytecie Jagiellońskim uzyskał stopień doktora habilitowanego w dziedzinie fizyki teoretycznej. W 1885 zakończył pracę w obserwatorium i jako stypendysta Akademii Umiejętności wyjechał na roczne studia specjalizacyjne w Paryżu i Oksfordzie. Po powrocie w 1886 został docentem fizyki doświadczalnej i meteorologii w Wyższej Szkole Rolniczej w Dublanach, od 1889 związał się z Wydziałem Chemicznym Politechniki Lwowskiej, początkowo przez rok wykładał równocześnie na obu uczelniach. W 1890 zakończył pracę w Dublanach, w 1893 uzyskał tytuł profesora zwyczajnego. Od 1896 przez dwa lata pełnił funkcję dziekana Wydziału Chemicznego. 30 czerwca 1913 został rektorem Politechniki Lwowskiej i piastował to stanowisko do 1915. Równocześnie zasiadał w Sejmie Krajowym Galicji, podczas dziesiątej kadencji. W 1918 opuścił Wydział Chemiczny na rzecz Wydziału Lądowo-wodnego, gdzie wykładał do 1922, gdy przeszedł w stan spoczynku. Na swojego następcę i kontynuatora prac wyznaczył Tadeusza Godlewskiego. Zmarł w wieku 81 lat, spoczywa na cmentarzu Rakowickim (pas 19, płd.).

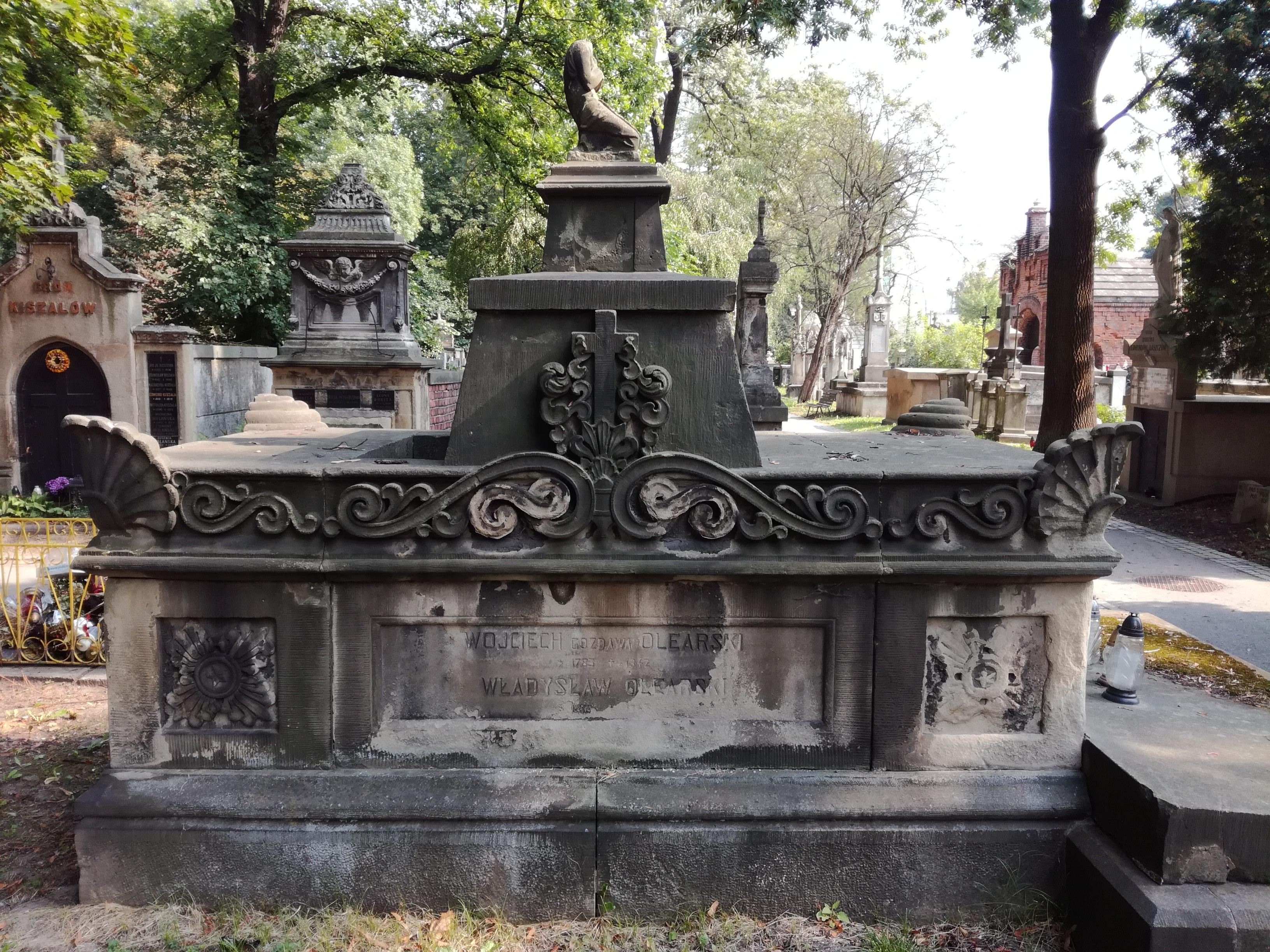
Grób prof. Kazimierza Olearskiego na cmentarzu Rakowickim w Krakowie

## Dorobek naukowy
Znaczącą część prac Kazimierza Olearskiego opublikowano na łamach wydawnictw Akademii Umiejętności, dotyczyły one elektrotechniki doświadczalnej, optyki, teorii sprężystości i matematyki. Był poliglotą, biegle władał językiem angielskim, niemieckim, rosyjskim oraz językami romańskimi. Reprezentował polską naukę na licznych zgromadzeniach, zjazdach i kongresach organizowanych w Wielkiej Brytanii, Francji, Szwajcarii, Austrii, Niemczech, Szwajcarii, Czechach i in.